# Smile (álbum de L'Arc~en~Ciel)
Después de cuatro años L'Arc~en~Ciel vuelve a sacar un álbum de estudio, el noveno en su carrera, bajo el nombre de SMILE. Se posicionó en el puesto n.º 2 del Oricon Chart en su primera semana y consiguió estar en lista durante cuatro meses quedándose muy cerca de las 400.000 copias. 
Lo componen 10 canciones de las cuales 3 fueron lanzadas como sencillo: Spirit dreams inside -another dream- (incluida en la banda sonora de la película Final Fantasy: The Spirits Within), con el que se despidieron antes de su descanso de tres años en 2001, READY STEADY GO (opening del anime Full Metal Alchemist), una de las canciones más reconocidas del grupo, sobre todo en Estados Unidos, y Hitomi no juunin. 
La edición limitada del álbum contiene un DVD donde se recogen varias actuaciones en directo y un documental de la grabación del álbum. 

## CD
| #   | Título               | Compuesta por:                 |
| --- | -------------------- | ------------------------------ |
| 1.  | Kuchizuke            | hyde (letra) ken (música)      |
| 2.  | READY STEADY GO      | hyde (letra) tetsu (música)    |
| 3.  | Lover Boy            | ken (letra y música)           |
| 4.  | Feeling Fine         | hyde (letra) ken (música)      |
| 5.  | Time goes on         | tetsu (letra y música)         |
| 6.  | Coming Closer        | hyde (letra) ken (música)      |
| 7.  | Eien                 | hyde (letra y música)          |
| 8.  | REVELATION           | hyde (letra) yukihiro (música) |
| 9.  | Hitomi no jyunin     | hyde (letra) tetsu (música)    |
| 10. | Spirit dreams inside | hyde (letra y música)          |

## DVD
| Contiene: |
| --- |
| Spirit dreams inside (Tokyo International Forum Hall, 29 de agosto de 2001)                                                                      |
| Promised land (Concierto Akasaka Zero Day en el Akasaka BLITZ, 25 de junio de 2003)                                                              |
| fate, Kasou, forbidden lover, Shout at the Devil y HONEY (Concierto Shibuya Seven days 2003 en el Yoyogi National Gymnasium, 6 de julio de 2003) |
| SMILE (Escenas de grabación entre el 13 de julio de 2003 y el 25 de enero de 2004)                                                               |
| READY STEADY GO (Concierto DANGER II en el Nippon Budokan el 26 de diciembre de 2003)                                                            |

## Lista de ventas
| Posición Semanal | Ventas Semanales | Ventas Totales |
| ---------------- | ---------------- | -------------- |
| #2               | 267.814          | 267.814        |
| #6               | 46.102           | 313.916        |
| #7               | 19.217           | 333.133        |
| #17              | 10.812           | 343.945        |
| #30              | 7.890            | 351.835        |
| #31              | 5.526            | 357.361        |
| #47              | 3.527            | 360.888        |
| #64              | 2.713            | 363.601        |
| #10*             | 2.086            | 365.687        |
| #87              | 2.273            | 367.960        |
| #94              | 2.062            | 370.022        |
| -                | 1.808            | 371.830        |
| -                | 1.423            | 373.253        |
| -                | 1.452            | 374.705        |
| -                | 1.297            | 376.002        |
| -                | 1.124            | 377.126        |
| -                | -                | 377.126        |
| -                | 883              | 377.949        |
| -                | -                | 377.949        |
| -                | 779              | 378.748        |

- Ventas totales: 378.748 (35.º álbum del año 2004)

## Vídeos promocionales
- L'Arc~en~Ciel - Spirit dreams inside
- L'Arc~en~Ciel - READY STEADY GO
- L'Arc~en~Ciel - Hitomi no jyunin

- Datos: Q2723406